# Ergo Lebensversicherung
Die Ergo Lebensversicherung AG (Eigenschreibweise ERGO) ist ein deutsches Versicherungsunternehmen mit Sitz in Hamburg, das seit 1997, damals noch unter dem Namen Hamburg-Mannheimer Versicherungs-AG, der Ergo Group in Düsseldorf angehört, die wiederum mehrheitlich von Münchener Rück kontrolliert wird. Zur gleichen Gruppe zählen auch die DKV, Ergo Versicherung und D.A.S. Zum 1. Juli 2010 wurden die Markennamen Hamburg-Mannheimer und Victoria im Rahmen einer Konzernumstrukturierung zugunsten von Ergo aufgegeben.

## Struktur

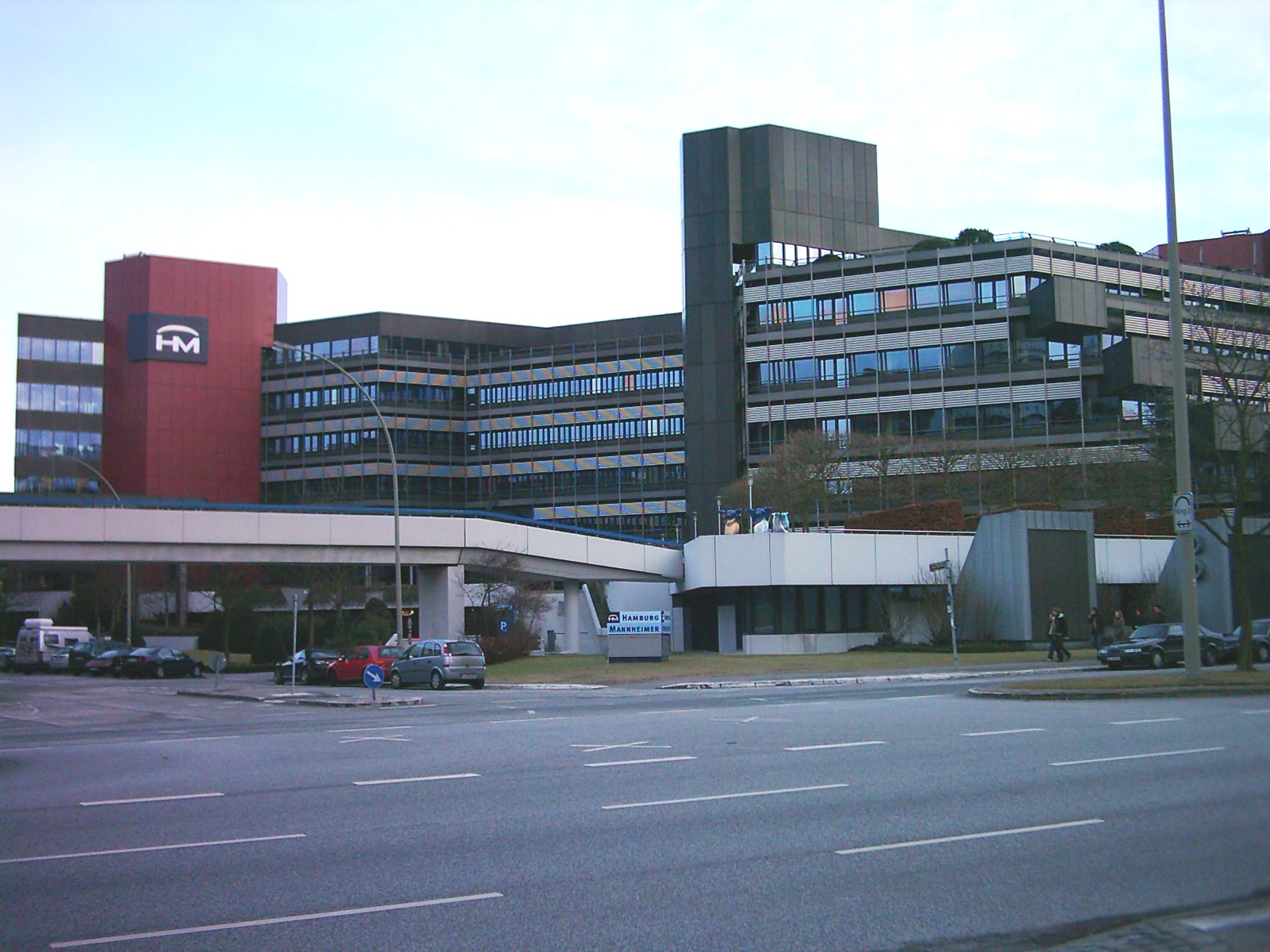
Hauptverwaltung der ERGO Lebensversicherung in Hamburg (City Nord)

Ehemaliges Logo der Hamburg-Mannheimer Versicherungs-AG bis 2010

Die Ergo Lebensversicherung AG bündelt seit Mitte 2010 das Lebensversicherungsgeschäft der ERGO Group. Im Rahmen der Umstrukturierungen innerhalb der ERGO Group wurde die Hamburg-Mannheimer Sachversicherungs-AG Mitte 2010 unter dem neuen Namen Ergo Versicherung AG mit den Sachversicherern der bisherigen Victoria und der D.A.S. fusioniert. Die Hamburg-Mannheimer Rechtsschutzversicherungs-AG wurde im Herbst 2010 auf die D.A.S. Rechtsschutz verschmolzen.

### Ergo Lebensversicherung AG (ehemalsHamburg-Mannheimer Versicherungs-AG)
Die Gesellschaft wurde am 29. April 1899 in Mannheim als Vita Versicherungs-Actien-Gesellschaft gegründet und erhielt am 7. Juli des Jahres die offizielle Konzession für das Großherzogtum Baden vom dortigen Ministerium des Innern.
Am 1. April 1912 wurde nach einem Besitzerwechsel der Geschäftssitz in die Hamburger Innenstadt verlegt und das Unternehmen in Hamburg-Mannheimer Versicherungs-Aktiengesellschaft umbenannt.
Mitte 2010 erfolgte die Umstrukturierung innerhalb der Ergo Group, die Fokussierung auf das Lebensversicherungsgeschäft und die Umbenennung in Ergo Lebensversicherung AG.
Seit der Gründung der Gesellschaft verteilte sich der Aktienbesitz auf wenige Anteilseigner.
Von 1899 bis 1912 besaßen die Bankhäuser W. H. Ladenburg & Söhne und H. L. Hohenemser & Söhne aus Mannheim 67,5 % der Aktien.
Zwischen 1912 und 1942 hatten verschiedene Gesellschaften die Mehrheit. Dies waren ab 1912 die Versicherungsgesellschaft Hamburg, ab 1930 die Svea Försäkrings AB, ab 1942 das Bankhaus Donner und ab 1946 zu 100 % die Hansa Lebensversicherung a. G.
1948 übernahm die Svea Försäkrings AB wieder einen Anteil von 40 %.
Seit 1951 war die Münchener Rückversicherungs-Gesellschaft Anteilseigner und vergrößerte ihren Anteil bis zum Jahr 1993 auf 80 % (1951: 36,8 % und 1992: 54 %), die Allianz SE war ebenfalls seit 1951 beteiligt und hatte einen Anteil von zuletzt 20 %.
Seit 1998 gehört die Hamburg-Mannheimer Versicherungs-AG zu 100 % der Ergo Group, an der die Münchener Rück 99,69 % hält.

### Hamburg-Mannheimer Sachversicherungs-AG (aufgegangen in der Ergo Versicherung AG)
Es gab zwei Vorgänger der Hamburg-Mannheimer Sachversicherungs-AG: Zum einen die 1854 gegründete Hamburg-Bremer Feuer-Versicherungs-Gesellschaft und zum anderen die 1857 gegründete Nord-Deutsche Versicherungs-Gesellschaft, die beide ihren Sitz in Hamburg hatten.
1969 verschmolzen die zwei Unternehmen zur Nord-Deutsche und Hamburg-Bremer Versicherungs Aktiengesellschaft. Die Hamburg-Mannheimer übernahm 1975 30,5 % der Aktien und benannte die Gesellschaft um in Hamburg-Mannheimer Sachversicherungs-Aktiengesellschaft.
Die Hamburg-Mannheimer erweiterte damit ihr Lebens- und Unfallversicherungsgeschäft auf die Sachversicherungen. 1982 übertrug sie, getrieben durch neue aufsichtsrechtliche Vorgaben, ihren Unfallbestand auf die übernommene Hamburg-Mannheimer Sachversicherungs-AG.
Bis 1998 hielt die Hamburg-Mannheimer Versicherungs-AG 40 % und Allianz und Münchener Rückversicherungs-Gesellschaft je 30 % an der Hamburg-Mannheimer Sachversicherungs-AG, seitdem ist sie vollständig in Besitz der Ergo Group und wurde 2010 in die umfirmierte Sachversicherersparte der Victoria auf die Ergo Versicherung AG verschmolzen.

### Hamburg-Mannheimer Rechtsschutzversicherungs-AG (aufgegangen in der D.A.S.)
Sie wurde 1928 als Nord-Deutsche Lebensversicherungs-Aktiengesellschaft gegründet und war eine Tochter der Nord-Deutschen Versicherungs-Gesellschaft (bis diese von der Hamburg-Mannheimer Versicherungs-AG übernommen wurde). 1979 erhielt sie ihren jetzigen Namen.
Die Hamburg-Mannheimer Rechtsschutz war anfangs eine hundertprozentige Tochter der Hamburg-Mannheimer Sachversicherungs-AG. Im Jahr 1998 erwarb die D.A.S. 51 % der Anteile im Rahmen der Ergo Group, im Herbst 2010 wird sie auf die D.A.S. verschmolzen.

## Zielgruppengeschäft
Typisch für den Vertrieb in der Hamburg-Mannheimer sind (oberhalb der regionalen Gliederung) zielgruppen-orientierte Vertriebsorganisationen. Seit den 1990er Jahren wurden sie zunehmend miteinander verschmolzen:

### 1907: Deutsche Anwalt- und Notar-Versicherung (DANV)
Sie wurde in Halle (Saale) gegründet als Ruhegehalts-, Witwen- und Waisenkasse für Deutsche Rechtsanwälte und erhielt ihren jetzigen Namen 1934. Bis 1945 war die DANV ein eigenes Unternehmen. Um der Verstaatlichung in der Sowjetischen Besatzungszone zu entgehen, wurde der Sitz nach Westen verlegt und der Versicherungsbestand 1946 zunächst auf die Hansa Lebensversicherung aG als Sonderorganisation mit eigenständigem Abrechnungsverband übertragen. Ab 1957 ging die Hansa Lebensversicherung aG mit der DANV auf die damalige Hamburg-Mannheimer über.
Die DANV bezeichnet sich als Sonderabteilung der ERGO Lebensversicherung AG für rechts-, steuer-, unternehmensberatende und wirtschaftsprüfende Berufe. Seit 2000 gehören auch weitere Akademiker und Beamte zu ihrer Zielgruppe.
2003 wurde die im Jahr 2000 gegründete Vertriebsdirektion Systematische Anlage- und Finanzplan-Entwicklung (S/AFE, unter Leitung von Detlev Beyer) in die DANV eingegliedert.
Seit Anfang 2007 wird der Außendienst der DANV in den Zielgruppenvertrieb der bisherigen HMS eingegliedert.
Eine Besonderheit der DANV ist der 1946 eingerichtete Beirat: Im Jahr 1946 entstand die Idee eines Berufsstände- und Beiratsabkommens, in dem die DANV mit berufsständischen Kammern und Verbänden eine Zusammenarbeit vereinbart. Das Abkommen wurde am 19. April 1946 unterzeichnet und trat am 3. November 1956 in Kraft. Seitdem sind insgesamt 14 Kammern oder Verbände aus den Kundengruppen dem Beiratsabkommen beigetreten. Dieser Vertrag räumt den beteiligten Organisationen das Recht ein, die Geschäftsführung der DANV zu beraten und ihre speziellen Vorstellungen einzubringen. Außer den Delegierten der Kammern und Verbände gehören dem Beirat auch gewählte Mitglieder aus dem Kreis der Versicherten an. Der Beirat wählt aus seinen Reihen einen Vorsitzenden und einen stellvertretenden Vorsitzenden sowie den Ständigen Arbeitsausschuss.
Kammern und Verbände des Berufsstände- und Beiratsabkommens (2018):
- Verband Beratender Ingenieure
- Bundesnotarkammer
- Bundessteuerberaterkammer
- Wirtschaftsprüferkammer
- Patentanwaltskammer
- Deutscher Anwaltverein
- Institut der Wirtschaftsprüfer
- Deutscher Steuerberaterverband
- Bundesverband der Steuerberater
- Bundesverband Deutscher Volks- und Betriebswirte
- Bundesverband Deutscher Unternehmensberater
- Deutscher Richterbund
- Deutscher Juristinnenbund
- Bundesverband Deutscher Patentanwälte

### 1930: Lebensversicherungs-Verband für Beamte und deren Angehörige (Lebea)
Nach langen Verhandlungen mit dem Deutschen Beamten-Wirtschaftsbund erfolgte im September 1930 die Gründung der Lebea, die für diesen Bund und seine Mitglieder eigene Tarife anbot. Erst 1954 erfolgte die Gründung eigener Lebea-Geschäftsstellen; 1959 kamen diese unter zentrale Führung.
1961 wurde die Hansa für geschlossene Gruppen von Nicht-Beamten und 1965 das Versorgungswerk Deutscher Ingenieure gegründet. Beide standen von Anfang an unter gemeinsamer Führung mit der Lebea, mit der sie 1970 verschmolzen.
1970 ging die Lebea in der Organisation für Führungs- und Nachwuchskräfte „Die Brücke“ auf, die seit 1985 Organisation für Akademiker und Beamte (OAB) hieß und 2000 in die DANV eingegliedert wurde.

### 1966: Organisation für Verbandsgruppenversicherungen (OVG)
Sie wurde gegründet als Bundesgeschäftsstelle für Vereins-Gruppen-Versicherung und spezialisierte sich auf Vereine und Verbände sowie deren Mitglieder. Am Anfang steht jeweils ein Kooperationsabkommen mit einem Verband: Der Verband stellt den Kontakt zwischen Mitglied und OVG her, übernimmt so einen Teil des Werbe- und Verwaltungsaufwandes. Dafür bietet die OVG einen Gruppenrabatt. Diesen gibt der Verband an seine Mitglieder weiter, wodurch die Versicherungsbeiträge für diese günstiger werden. Das wiederum ist für den Verband ein zusätzliches Argument zur Werbung neuer Mitglieder. Auf diese Weise haben alle drei Seiten einen Vorteil (Win-Win-Situation).
Ihren jetzigen Namen trägt die OVG seit 1972. Bedeutendste Kooperationspartner sind der VdK (seit 1967), der Reichsbund (seit 1969) und die Volkssolidarität (seit 1990).
Versicherte sind als Verbandsmitglieder überwiegend ältere Menschen.

### 1970: Organisation für Akademiker und Beamte (OAB)
Gegründet wurde sie als Organisation für Führungs- und Nachwuchskräfte „Die Brücke“ durch den Zusammenschluss von Hansa, Lebea und dem Versorgungswerk Deutscher Ingenieure. Der missverständliche Name (hinter dem häufig eine Personalvermittlung für Manager vermutet wurde) führte 1985 zur Umbenennung in OAB. 2000 wurde sie in die DANV eingegliedert und mit deren Außendienst 2007 in die Stammorganisation (siehe DANV).

### 1973: HMI-Organisation (HMI)
Anfang der 1970er-Jahre entschloss sich die damalige Hamburg-Mannheimer – unter dem Eindruck der Aktivitäten damaliger Investmentfondsgesellschaften wie IOS – neben ihren traditionellen Produkten auch fondsgebundene Lebensversicherungen einzuführen und deren Vertrieb zu forcieren. Zu diesem Zweck wurde der ehemalige IOS-Manager Werner Kunkler gewonnen, der 1973 die HMI-Organisation aufbaute. Bereits seit 1974 wird diese Buchstabenkombination nicht mehr als Abkürzung behandelt geschweige denn ausgeschrieben, sondern die Organisation schlicht als HMI-Organisation bezeichnet. Sie ist die einzige Vertriebsorganisation der ERGO Lebensversicherung AG, die auch im Ausland tätig ist: seit 1984 in Österreich und Belgien, seit 1997 in Dänemark sowie (von Belgien aus) auch in Luxemburg und den Niederlanden. Später weitete sie den Geschäftsbetrieb auf Polen, Tschechien und Italien aus.

### 1984: HMK-Organisation (HMK) / 1988: OrganisationFrau Aktiv
Die HMK-Organisation wurde 1984 unter dem Namen HMI-Organisation K als Bestandspflege-Organisation für die HMI gegründet. Die HMI entdeckte die Bestandspflege jedoch als lukrativ für sich selbst, so dass die HMK, mit einem eigenen Produkt ausgestattet (Tarif K65), eigenständig wurde. Da die Verkaufserfolge allerdings zu wünschen übrig ließen, wurde die HMK bereits 1985 eingestellt.
Die Organisation Frau Aktiv wurde 1988 unter der Maxime „Frauen versichern Frauen“ ins Leben gerufen. Das Konzept erwies sich jedoch als Misserfolg. So wurde sie 1991 aufgelöst.

### 1990: Hamburg-Mannheimer Ost (HMO)
Die HMO nahm am 1. Juli 1990 in der DDR mit zwei Organisationsbereichen (Nord und Süd) ihre Tätigkeit auf.
Ein Jahr später wurden die dort angeworbenen und ausgebildeten Vermittler, Verkaufsleiter und Filialchefs den bestehenden Organisationen zugeordnet, während die rund 160 neu gegründeten Agenturen zum 1. Juli 1991 in die Bestandsbetreuungsorganisation (BBO) übergingen. Auch diese Struktur war zeitlich befristet: Zum Sommer 1992 wurden die Agenturen ebenfalls in die vorhandenen Organisationen eingegliedert.
Die HMI baute unabhängig von der HMO ihre Filialen und Agenturen auf.

### 1996: Orga 3
Unter diesem provisorischen Namen bestand vorübergehend eine gemeinsame Führung für die OAB, SAF und OVG. 1999 wurden die Organisationen wieder voneinander getrennt und 2000 in die Stammorganisation eingegliedert.

### 1998: Vertriebsdirektion Makler und Mehrfachagenten (VD-MM)
Die VD-MM ist an der Zielgruppe Makler & Mehrfachagenten im B2B-Business ausgerichtet.
Sie bündelt seit 1999 Makler und Mehrfachagenten, die nicht ausschließlich für die Ergo Lebensversicherung arbeiten, sondern auch andere Versicherungsgesellschaften vertreten (können).
Zum 1. Januar 2009 wurde der Maklervertrieb der damaligen Hamburg-Mannheimer in den neu gebildeten Ergo-Maklervertrieb integriert.

### 2000: Hamburg-Mannheimer Stamm-Organisation (HMS) (seit 2010:Ergo Stamm-Organisation)
Gebildet wurde die ehemalige Hamburg-Mannheimer Stamm-Organisation (HMS) im Jahr 2000 durch Zusammenschluss der Sonderabteilung Familienhilfe (SAF), Organisation Sach (OS) und Hauptorganisation (HO).
1934 wurde die Sonderabteilung Familienhilfe (SAF) zunächst als Evangelische Begräbnishilfe gegründet und bot zunächst ausschließlich Sterbegeldversicherungen an, mit denen im Todesfall des Ernährers die finanzielle Not der hinterbliebenen Familienmitglieder abgeschwächt werden sollte.
In den 1950er Jahren wandte sich die SAF der kompletten Familie zu, was sich seit 1955 auch in der Umbenennung in Sonderabteilung Familienhilfe ausdrückte. Später strebte sie als Zielgruppe Jugendliche an.
Ziel war der Aufbau einer frühen und damit langfristigen Kundenbindung, welche über die erste Kfz-Haftpflichtversicherung (Moped-Schild) erreicht werden sollte. Da der eigentliche Name so nicht mehr zum Image passte, wurde nur noch das Kürzel SAF, bisweilen auch die Eigenbezeichnung SAF-Organisation verwendet. Im Jahr 2000 wurde sie in die damalige Hamburg-Mannheimer Stamm-Organisation (HMS) eingegliedert.
Bei der 1975 gegründeten Organisation Sach (OS) handelt es sich um den Vertrieb der Hamburg-Mannheimer Sachversicherungs-AG.
Die Hauptorganisation (HO) wurde 1976 durch Zusammenfassung aller Filialen, die bis dahin keiner speziellen Organisation angehörten, gebildet. Dadurch gab es zunächst keine klar definierte Zielgruppe. Im Laufe mehrerer Jahre bildeten sich drei Geschäftszweige heraus, die organisatorisch zum Teil getrennt bearbeitet wurden (durch entsprechend spezialisierte Agenturen und Filialen): das sog. A-, B- und S-Geschäft. A steht hier für Arbeitnehmer, B für Bestand, S für Selbständige.
Die HO arbeitete – ähnlich wie die OVG – mit Verbänden zusammen. Dies galt besonders für die Kundengruppe der Selbständigen. Um diese zu erreichen, unterhielt die Organisation Kooperationsabkommen mit dem Deutschen Hotel- und Gaststättenverband (DEHOGA) und dem Einzelhandelsverband (EHV) sowie deren Landesverbänden.
Der bedeutendste Kooperationspartner, über den die HO sowohl Arbeitnehmer als auch Selbständige erreichte, ist der Bund der Steuerzahler (BdSt).
Die Zielgruppenstruktur der nun als Ergo Stamm-Organisation benannten Gesellschaft ist entsprechend heterogen, so dass von der HO die Differenzierung in Arbeitnehmer-, Bestands- und Selbständigen-Geschäft übernommen wurde. Die Kooperationsabkommen mit dem Deutschen Hotel- und Gaststättenverband (DEHOGA), dem Einzelhandelsverband (EHV), dem Bund der Steuerzahler (BdSt) sowie anderen Interessenverbänden werden fortgeführt. 2006 kam als Kooperationspartner der Bund der Selbständigen (BDS) hinzu.
Seit Anfang 2007 gibt es den klassischen Agenturvertrieb, in den das Bestandsgeschäft (Privatkunden) der bisherigen HMS übergeht, und den Zielgruppenvertrieb, in dem das Selbständigengeschäft der bisherigen HMS und die DANV zusammengefasst werden. Die Kooperationen werden von einem Vertriebswegemanager betreut.

### 2002: Vertriebsdirektion Kooperationen (VD-KOOP)
Die Vertriebsdirektion Kooperationen (VD-KOOP) entstand 2002 durch Zusammenlegung der Geschäftsbereiche VFV GmbH (Hamburg-Mannheimer Versicherungs- und Finanzierungs-Vermittlung GmbH), Kundendienst, Kooperationen und der Vertriebsdirektion Banken, Bausparen, Kooperationen (BBK).
Der Kundendienst (KD) wurde 1979 gebildet als Bestandspflege-Organisation aus einer gleichnamigen (Innendienst-)Abteilung. Seine Hauptaufgaben sind die Behandlung von Kunden-Reklamationen und die Rettung gefährdeter Verträge (Stornovermeidung).
Die Vertriebsdirektion Banken, Bausparen, Kooperationen (VD-BBK) wurde für das bundesweite Kooperations-Geschäft der Hamburg-Mannheimer mit Banken (z. B. Dresdner Bank), Bausparkassen und anderen Kooperationspartnern ins Leben gerufen. Sie ist seit 2008 der Geschäftsbereich Financial Services, dessen Aufgabe vordergründig die interne Vermittlung von Investmentprodukten, Immobilienfinanzierungen, und Bausparen sind.
Die Hamburg-Mannheimer Versicherungs- und Finanzierungs-Vermittlung (VFV) wurde am 1. Juli 1990 in der DDR gegründet. Sitz der Gesellschaft war Ost-Berlin. Der Geschäftszweck war laut Handelsregister die Vermittlung von Versicherungen und Finanzdienstleistungen sowie die Finanzierungsberatung und die Vermittlung betriebswirtschaftlicher Beratungen.
Die Ziele der VFV innerhalb der Hamburg-Mannheimer-Gruppe waren:
- die HMO und später die einzelnen Vertriebsorganisationen beim Aufbau in den Neuen Bundesländern zu unterstützen durch
  - Anbau von Vermittlern und Führungskräften zur Neukundengewinnung und
  - den Ausbau des Agenturnetzes
- Gewinnung des Mittelstandes als Kunden.

Heute ist sie die „Vermittlungsstelle“ für alle Vertriebsorganisationen des Ergo-Konzerns für Risiken, die innerhalb des ERGO-Versicherungskonzerns nicht gezeichnet werden (können).

## Tochtergesellschaften

### Ergo VFV GmbH
Die Ergo Versicherungs- und Finanzierungs-Vermittlung (VFV) wurde am 1. Juli 1990 in der DDR gegründet. Sitz der Gesellschaft war Ost-Berlin. Der Geschäftszweck war laut Handelsregister die Vermittlung von Versicherungen und Finanzdienstleistungen sowie die Finanzierungsberatung und die Vermittlung betriebswirtschaftlicher Beratungen.
Die Ziele der VFV innerhalb der Hamburg-Mannheimer-Gruppe waren:
die HMO und später die einzelnen Vertriebsorganisationen beim Aufbau in den Neuen Bundesländern zu unterstützen durch Anbau von Vermittlern und Führungskräften zur Neukundengewinnung und den Ausbau des Agenturnetzes Gewinnung des Mittelstandes als Kunden. Heute ist sie die „Vermittlungsstelle“ für alle Vertriebsorganisationen des Ergo-Konzerns für Risiken, die innerhalb des Ergo-Versicherngskonzerns nicht gezeichnet werden (können). Geschäftsführer der Ergo VFV GmbH sind Thomas Böhm und Rudi Ryckaert.

### Ergo Specialty GmbH (ehemalsHamburg-Mannheimer Sports GmbH)
Um den wachsenden Entertainment- und Sportmarkt zu erschließen (vorzugsweise Profisport), wurde die damalige Hamburg-Mannheimer Sports GmbH gegründet, die zum 1. Juli 2000 ihre Tätigkeit aufnahm. Sie ist nun unter dem neuen Namen ERGO Specialty GmbH eine Tochter der Ergo Versicherung AG. Geschäftsführer der GmbH sind Jürgen Engel (Mitglied des Vorstands der ERGO Versicherung AG) und Jürgen Vogt.
Die Gesellschaft versichert Profisportler und Großveranstaltungen. So akquirierte sie die FIFA Fußball-Weltmeisterschaft 2006 und die Handball-Weltmeisterschaft der Herren 2007 (beide in Deutschland), als deren offizieller Versicherer die damalige Hamburg-Mannheimer auftrat.

### Hamburg-Mannheimer Pensionskasse AG
Sie wurde 2002 als rechtsfähige Versorgungseinrichtung für überbetriebliche Versorgungsleistungen gegründet. Mit ihr können Unternehmen den Rechtsanspruch ihrer Arbeitnehmer auf eine betriebliche Altersversorgung erfüllen, der im Rahmen der Rentenreform eingeführt wurde.
Die Hamburg-Mannheimer Pensionskasse AG war eine hundertprozentige Tochter der ERGO Lebensversicherung AG.
Sie wurde durch Genehmigung der BaFin und entsprechende Eintragung ins Handelsregister mit Wirkung zum 1. Januar 2014 auf die ERGO Pensionskasse AG verschmolzen.

### Seminaris Hotels und Tagungszentren

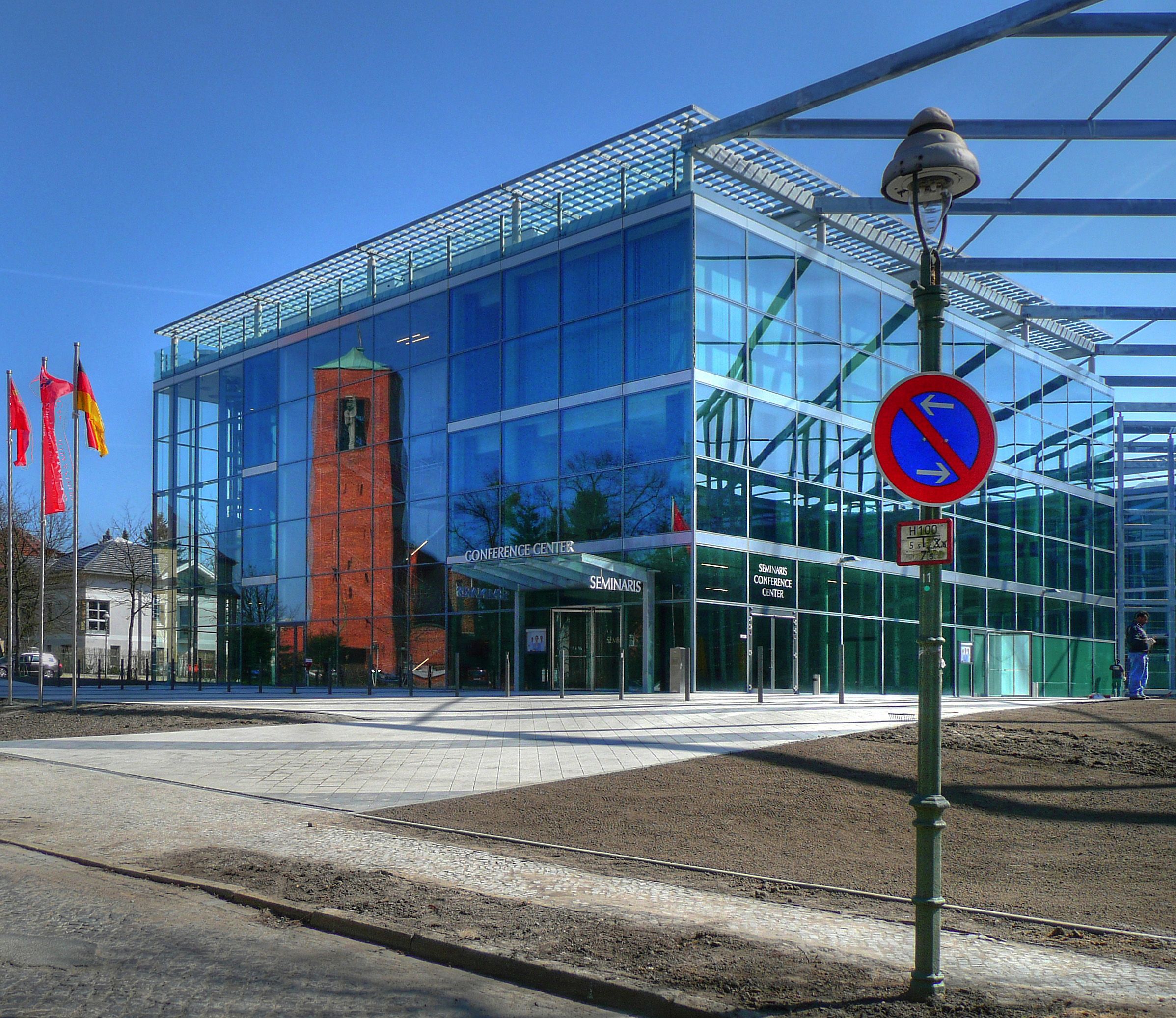
Seminaris Conference Center in Berlin-Dahlem (Architekt: Helmut Jahn)

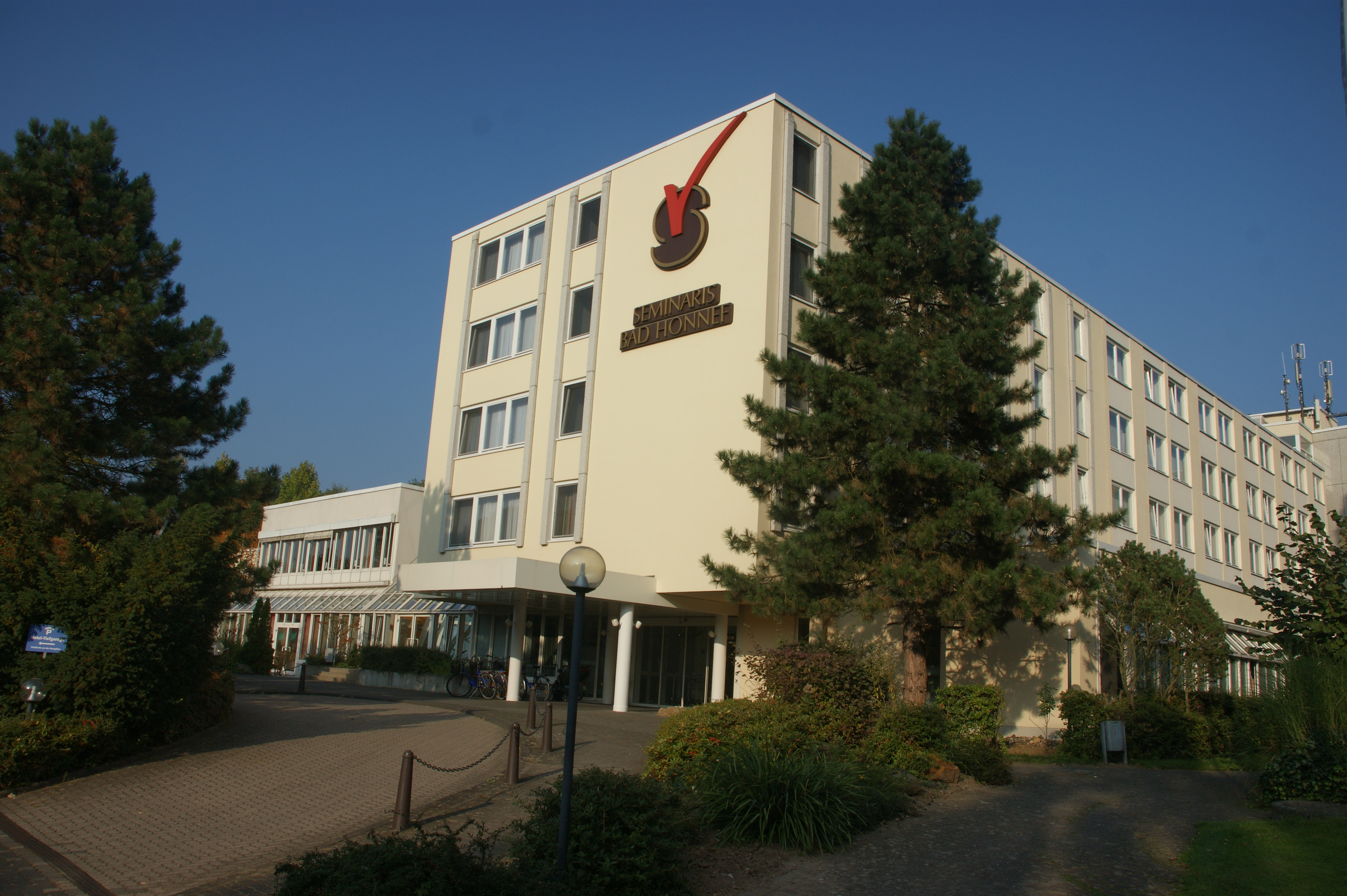
Seminaris Hotel Bad Honnef

Die Gruppe der Seminaris Hotels & Tagungszentren geht auf das Jahr 1978 zurück, als die damalige Hamburg-Mannheimer Versicherung nach den Planungen von Günther Strube das erste Hotel und Tagungszentrum in Lüneburg, das Seminaris Hotel Lüneburg, fertigstellte. Im selben Jahr wurde die Seminaris Hotel- und Kongressstätten-Betriebs-GmbH (kurz: SeHoKo) mit Sitz in Lüneburg gegründet. Erster Geschäftsführer und Gesellschafter von 1978–2011 Günther Strube.
2011 verkaufte Günther Strube seinen Gesellschaftsanteil an die Ergo Group AG, Düsseldorf, die damit Alleingesellschafterin ist. Die Geschäftsführung haben seit 2012 Hartmut S. Pirl (Vors.), Horst Marotte und Michael Beuchling inne.
Bis 2012 eröffneten 8 Betriebe (darunter 5 unter den Markennamen Seminaris und 2 unter dem Markennamen avendi), davon zwei in
- Bad Honnef: Seminaris Hotel Bad Honnef, Avendi Hotel Bad Honnef mit Kur- und Kongresshaus und WellnessAvendi

zwei in
- Potsdam: Seminaris SeeHotel Potsdam, Avendi Hotel am Griebnitzsee Potsdam,

je eins in
- Berlin: Seminaris CampusHotel Berlin – Science & Conference Center
- Bad Boll: Seminaris Hotel Bad Boll und
- Lüneburg: Seminaris Hotel Lüneburg

Seit dem Jahr 2013 kooperieren die Seminaris Hotels und Tagungszentren mit dem Schloss Hohenkammer bei München.
Seit dem Jahr 2016 zählt die Gruppe laut AHGZ zu den 50 größten Hotelgesellschaften in Deutschland.
Im August 2016 gab der Geschäftsführer bekannt, dass die Seminaris-Gruppe zum 30. September den Besitzer wechselt. Grund sei, dass Hotellerie nicht Teil des Kerngeschäfts sei. Hintergrund ist die andauernde angespannte finanzielle Situation der Ergo-Gruppe. Über den Käufer und den Kaufpreis wurde Verschwiegenheit vereinbart. Die Landeszeitung für die Lüneburger Heide vermutet einen ausländischen Eigner.
Der Verkauf wurde durch Primecity Investment Plc., ein Tochterunternehmen der börsennotierten Aroundtown SA gemanagt. Käufer war die Azaloen Ltd. Zypern, die ihre Gesellschafteranteile wiederum an die Corepan Ltd. Zypern übertragen hat. Der Firmensitz ist im Jahr 2018 von Lüneburg nach Berlin verlegt worden.

## Kritik
Sex-Party-Affären
Im Mai 2011 wurde bekannt, dass die HMI-Organisation, eine Vertriebsorganisation der heutigen Ergo Lebensversicherung AG, 2007 die 100 besten Vertriebsmitarbeiter sowie hohe Manager des Unternehmens als Incentive zu einer Sex-Party nach Budapest eingeladen hatte. Die Versicherung engagierte sowohl Hostessen als auch Prostituierte und kennzeichnete die Frauen mit unterschiedlichen Armbändchen. Als erstes berichtete das Handelsblatt darüber. Die Meldung stieß in der Öffentlichkeit auf große Beachtung, auch aufgrund des unglücklichen zeitlichen Zusammenhangs mit einer 2010 angelaufenen großen Werbekampagne. Ergo gab an, man habe den Teilnehmern mitgeteilt, sie müssten wie bei jeder Incentive-Reise einen geldwerten Vorteil in ihren Steuererklärungen angeben.
Wegen des Skandals ließ Jürgen Klopp, damals Trainer von Borussia Dortmund, seinen Werbepartner-Vertrag mit der Hamburg-Mannheimer ruhen. Er hatte Motivationsvorträge für HMI gehalten.
Ergo gab bekannt, Kosten der Sex-Party in Höhe von 83.000 Euro seien steuerlich als Betriebsausgaben (sie vermindern Gewinn und Steuerlast) geltend gemacht worden. Es sei laut Unterlagen eine scheinbar normale Veranstaltung gewesen, die Kosten dementsprechend als Betriebsausgaben abgesetzt worden. Insgesamt hatte die Sex-Party über 333.000 Euro gekostet, die einschließlich der darin enthaltenen 40.000–50.000 Euro für Zuhälter und Prostituierte von Ergo als Betriebsausgaben abgesetzt worden waren.
Im Zuge der Ermittlungen wurde bekannt, dass nach Zeugenaussagen bereits in den 1970er-Jahren im Rahmen von Führungsseminaren der Hamburg-Mannheimer am Zürichsee Prostituierte engagiert worden sein sollen. Die Kosten seien über die Position Helikopterrundflüge abgerechnet worden.
2013 wurden durch die Buchveröffentlichung eines langjährigen Direktionsrepräsentanten frühere Presseberichte bestätigt, dass Ergo das Prinzip „Sex auf Kosten der Versicherten als Belohnung“ noch bis 2011 praktizierte. Die Rede war von kollektiven Bordellbesuchen und Belohnungsreisen in ein Swingerclub-Hotel auf Jamaika.
Reaktion des Unternehmens
Das Unternehmen richtete nach Bekanntwerden der Vorwürfe im Jahr 2011 eine Task Force zur Aufklärung mit mehr als 100 Mitarbeitern ein. Viele der im weiteren Verlauf der Affäre öffentlich kritisierten Vorfälle wurden von der Ergo-Konzernrevision selbst ans Licht gebracht. Zunächst wollte man die Revisionsberichte unter Verschluss halten, 2012 veröffentlichte das Unternehmen dann aber eine Internetseite mit den Ergebnissen der Untersuchung.
In fünf überregionalen Tageszeitungen wurde 2011 eine ganzseitige Entschuldigungsanzeige geschaltet. Darin wurden Maßnahmen versprochen, um solche Fehler in der Zukunft auszuschließen. Tatsächlich wurden in der Folge die internen Compliance-Regeln teils deutlich verschärft. Die neue Incentive-Richtlinie verbot z. B. ausdrücklich den Besuch von „Etablissement mit erotischen oder sexuellen Unterhaltungsangeboten.“
Das Unternehmen versuchte ferner, an der Reiseplanung und -organisation beteiligte Manager wegen Untreue gerichtlich zu belangen. Das Verfahren wurde von der Staatsanwaltschaft später gegen Geldauflage eingestellt.

## Marketing
Die Werbefigur Herr (Günter) Kaiser warb seit dem 5. September 1972 bis zur Umbenennung 2010 für die Hamburg-Mannheimer.
Seitdem wurden folgende Slogans (oder auch Claims) verwendet:
- … die große Lebensversicherung
- Man kennt uns. (Je nach Anzeigenmotiv wurde das Verb auch variiert: Man braucht uns, Man traut uns u. a.)
- Damit Sie mehr vom Leben haben
- Mehr vom Leben
- Glück ist planbar.
- Kaiserlich versichert.